# 鄭俊和
鄭俊和，前香港大埔區區議員，其兄為商人鄭俊雄和區議員鄭俊平。
2003年香港區議會選舉中，他在太和選區參選，最後以3,080票，擊敗得到1,190票的譚麗霞，和得到631票的蘇保帶，成功當選。
2015年香港區議會選舉中，他在太和選區參選，在無對手下自動當選。
2019年香港區議會選舉中，他被泛民主派對手陳蔚嘉擊敗，連任失敗，結束他的29年區議員生涯。

## 區議會公職
- 大埔區議會議員
- 漁農工商委員會委員
- 社會服務委員會委員
- 交通及運輸委員會委員

| 議會席位    | 議會席位                                               | 議會席位      |
| ----------- | ------------------------------------------------------ | ------------- |
| 前任： 首任 | 大埔區議會 太和選區區議員 1994年10月1日—2019年12月31日 | 繼任： 陳蔚嘉 |